# David Marr
Cet article concerne le scientifique anglais. Pour le journaliste, voir David Marr (journaliste).
Pour les articles homonymes, voir Marr.
David Marr (1945-1980) est un neuroscientifique britannique. Intéressé d'abord par une théorie générale de la cognition, il s'efforça de résoudre le problème de la vision en particulier. Il a cofondé le champ des neurosciences computationnelles.
En son honneur, la prestigieuse conférence en vision par ordinateur ICCV a donné son nom à un prix récompensant l'article élu le meilleur de chacune de ses tenues.

## Théorie de la vision
David Marr est aujourd'hui considéré comme le principal représentant de la théorie computationnelle de la vision. 

### Computationnalisme
Selon la théorie computationnelle de l'esprit dans laquelle s'inscrit la théorie de Marr, les états mentaux sont des processus d'élaboration des informations qui peuvent être décrits comme des programmes informatiques à partir de computations. Le terme « computation » est utilisé soit pour indiquer un algorithme, c'est-à-dire un procédé spécifique de calcul, soit pour dénoter ce qui est calculé, la fonction ou l'objectif de l'algorithme. Sur ce fondement théorique, le système visuel peut être correctement décrit comme un ensemble d'algorithmes reconstruisant l'environnement physique à partir des informations contenues dans les photorécepteurs.

### Problème de la vision et niveaux d'analyse
David Marr définit le problème de la vision comme la question de savoir « quelles choses il y a dans le monde et où elles se trouvent ». Selon lui, ce problème est trop complexe pour pouvoir être affronté à un niveau unique de description, par exemple au seul niveau neurophysiologique. Les données neurophysiologiques peuvent imposer des contraintes importantes sur la théorie mais elles ne sont pas à elles seules suffisantes pour caractériser les phénomènes visuels. Il déclare même que « chercher à comprendre la perception en étudiant seulement les neurones est comme chercher à comprendre le vol des oiseaux en étudiant seulement leurs ailes : ce n'est tout simplement pas possible ». 
Pour Marr, une théorie satisfaisante de la vision doit s'articuler en trois niveaux :
1. le niveau computationnel ou fonctionnel ;
2. le niveau algorithmique ;
3. le niveau physique de l'implémentation.

Le niveau computationnel spécifie quelles fonctions constituent le système visuel en décrivant les fonctions en termes d' input (entrées sensorielles), d' output (sorties comportementales) et de but. Il décrit ainsi l'organisation fonctionnelle de la vision dans son ensemble et détermine quels sous-systèmes font quoi. Le niveau algorithmique spécifie de son côté les algorithmes qui calculent la fonction de chaque représentation visuelle, à un niveau de description plus détaillé que le précédent. Le niveau de l'implémentation décrit quant à lui la réalisation neuronale (voire physico-chimique) de chaque algorithme – la façon dont l'algorithme est réalisé dans le système nerveux concerné par la vision.

### Vision et relations spatiales
Une des spécificités de la théorie de Marr est de caractériser le « but » de la vision (réalisé après l' input mais avant l' output) en tant que reconnaissance de la forme géométrique des objets. Plus précisément, la tâche de la vision consiste à identifier et distinguer  les objets de l'environnement physique par leur forme géométrique et leur position dans l'espace. Le système visuel est alors défini comme l'ensemble des processus qui transforment les données sensorielles reçues par les photorécepteurs de la rétine en une structure informative qui représente les relations spatiales d'une partie de l'environnement physique.

### Calcul et modularité de la vision
Selon Marr, les mécanismes de la vision sont essentiellement inconscients. C'est pourquoi l'objet visualisé est plutôt calculé qu'inféré. Contrairement aux inférences qui, typiquement, sont des processus conscients, séquentiels, lents, verbaux et logiques, le calcul impliqué dans la vision est inconscient, automatique, en grande partie parallèle (non séquentiel), très rapide, non verbal et probabiliste.
La théorie selon laquelle les processus mentaux sont computationnels est étroitement liée à la thèse de la modularité de l'esprit soutenue à l'origine par Jerry Fodor. Marr en applique le principe au système visuel : les processus perceptifs, et en particulier visuels, constituent des sous-systèmes hérités de l'évolution, génétiquement sélectionnés, qui exécutent des fonctions très spécifiques d'une façon largement autonome, c'est-à-dire indépendamment de tous les autres. Marr reprend à Fodor le terme « module » pour qualifier ces sous-systèmes. Les modules accèdent exclusivement à des informations propres, disponibles uniquement à l'intérieur du module impliqué. Selon Marr, les modules perceptifs n'ont pas la possibilité d'accéder aux informations générales de la conscience.

## Publications
- David Marr, Vision: A Computational Investigation into the Human Representation and Processing of Visual Information, New York, W. H. Freeman and Company, 1982 (posthume).